# مجموعة أكريلويل

مجموعة أكريلويل

مجموعة الأكريلويل في الكيمياء العضوية هي مجموعة وظيفية، وهي شكل من أشكال الإينون ذي البنية -(H2C=CH–C(=O ، كما يعد أسيل حمض الأكريليك.
الاسم المفضل وفق الاتحاد الدولي للكيمياء البحتة والتطبيقية (IUPAC) هو «بروب-2-إينويل»؛ كما تدعى المجموعة أيضاً «أكريليل». من حيث المبدأ فإن مركبات الأكريلويل هي مركبات β،α-كربونيل غير مشبعة، بالتالي فهي مركبات مترافقة.